# عوجة الحفير
عوجة الحفير (أيضا العوجة)، كان تقاطع طريق قديم بالقرب من آبار المياه  في النقب الغربي وشرق سيناء، وكانت أرض المراعي التقليدية لقبيلة العزازمة، كما كان المعبر الحدودي بين مصر وفلسطين العثمانية / البريطانية على بعد حوالي 60 كيلومتر (37 ميل) جنوب غزة موجودًا هناك. اليوم هو موقع نيتسانا وقاعدة كتسيعوت العسكرية في المنطقة الجنوبية.

## أصل التسمية
هناك مصادر أخرى تسمي المكان بالعوجة وعجة الحفير والعوجة الحفير وأشكالها المختلفة. «العوجة» هو الاسم الشائع للتيارات المتعرجة (نهر العوجة في إسرائيل والعوجا في الضفة الغربية). «حفير» تعني خزان مياه تم بناؤه لجمع مياه الجريان السطحي عند قاعدة منحدر؛ في السودان يمكن أن تعني أيضًا خندق الصرف.

## التاريخ

### من القرن الثاني قبل الميلاد إلى القرن السابع الميلادي
يعود تاريخ بقايا الفخار في المنطقة إلى القرن الثاني قبل الميلاد، وترتبط آثار الأسس الضخمة لمبنى غير معروفة على الأرجح من البناء النبطي، ويبدو أن المنطقة ظلت تحت دائرة النفوذ النبطية، خارج الممالك الحشمونية والهيرودية، حتى 105م عندما ضم تراجان مملكة الأنباط. يعود تاريخ حصن التلال الكبير المستطيل إلى القرن الرابع الميلادي، تم تأريخ الكنيسة والمباني المرتبطة به إلى قبل عام 464. فوجئت عوجة الحنفير بالطاعون الكبير الذي اجتاح شرق المتوسط حوالي عام 541 ميلادي، وخلال ثلاثينيات القرن العشرين، تم العثور على عدد كبير من أوراق البردي التي يعود تاريخها إلى القرن السادس والسابع، إحداها من الحاكم العربي المحلي الذي منح السكان المسيحيين حرية العبادة عند دفع الضريبة المناسبة. بعد 700 م، يبدو أن المدينة فقدت سكانها المستقرين ربما بسبب تغير أنماط هطول الأمطار.

### الإمبراطورية العثمانية

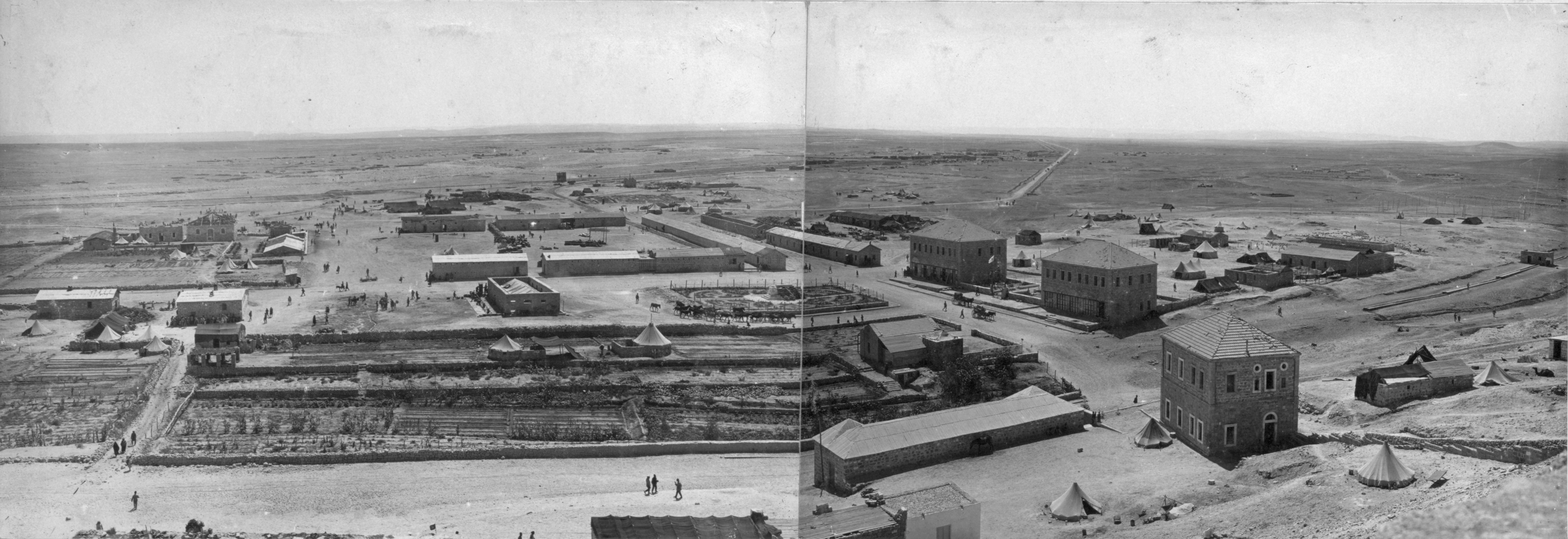
قاعدة عسكرية عثمانية، 1915

بنيت الدولة العثمانية هناك مركزًا للشرطة عام 1902، وقبل الحرب العالمية الأولى كانت موقع قاعدة عسكرية. من 1905 إلى 1915 تم بناء سكك حديدية ومركز إداري كبير بجانب مبنى سكني للمسؤولين. في منتصف شهر يناير عام 1915، دخلت قوة من الجيش العثماني قوامها 20 ألف جندي إلى سيناء عن طريق العوجة في حملة فاشلة ضد قناة السويس. في هذا الوقت، تم أخذ معظم الحجارة المنحوتة من المباني القديمة لأعمال البناء في غزة.

### الانتداب البريطاني

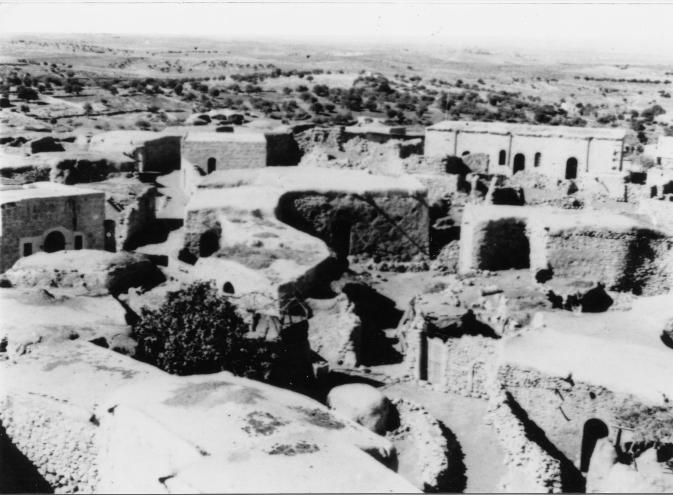
قرية مدنية في عوجة الحفير، 1948

وفقًا لتعداد 1931، بلغ عدد سكان عوجة الحافر 29 نسمة جميعهم من المسلمين. لم يشارك السكان المحليون في اضطرابات عامي 1929 و 1936 ولكن كان هناك بعض الاضطرابات في صيف عام 1938.
في بداية ثورة فلسطين عام 1936، استخدمت سلطات الانتداب البريطاني العوجة كمعسكر اعتقال للقادة العرب الفلسطينيين بمن فيهم عوني عبد الهادي، كما تم استخدامه لاحتجاز الشيوعيين اليهود الذين تم ترحيلهم. نُقل السجناء لاحقًا إلى قاعدة للجيش في صرفند. عبر الطريق الرئيسي عبر الصحراء إلى قناة السويس من العوجة إلى الإسماعيلية، وكان هذا هو الطريق المعبّد الوحيد بين فلسطين ومصر حتى عام 1948. خلال الانتداب البريطاني على فلسطين، كان الموقع جزءًا من منطقة بئر السبع ، وكان عبارة عن معسكر للسجن.

### حرب 1948
في عام 1948 استخدم الجيش المصري المنطقة كقاعدة عسكرية، وخلال معركة العوجة تم الاستيلاء عليها من قبل كتيبة الكوماندوز التاسعة والثمانين، التي كانت تضم فصيلة ناطقة بالإنجليزية من متطوعين من إنجلترا وألمانيا وهولندا ورودسيا وجنوب إفريقيا والولايات المتحدة.

### الاحتلال الإسرائيلي

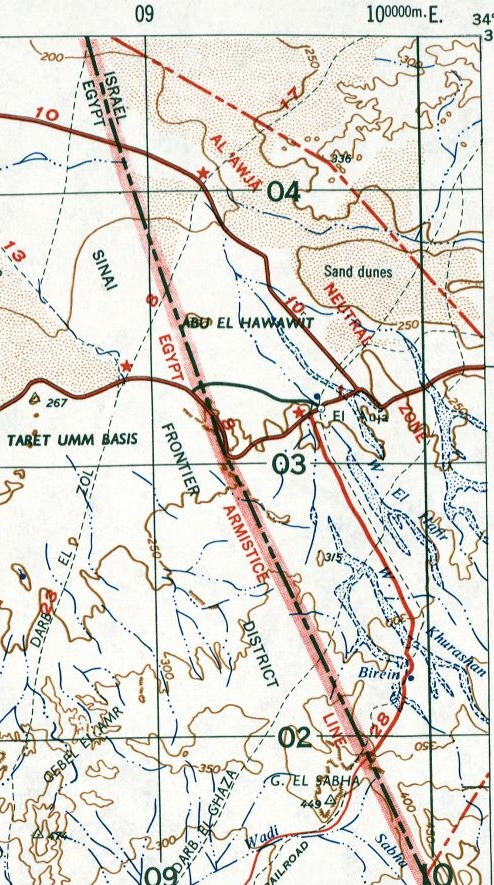
منطقة العوجة المحايدة

نتيجة لاتفاق الهدنة عام 1949، أصبحت المنطقة المحيطة بالقرية والمعروفة باسم منطقة العوجة المنطقة المنزوعة السلاح بمساحة 145 كم2، مع الامتثال مراقبتها من قبل هيئة الأمم المتحدة لمراقبة الهدنة. في 28 سبتمبر 1953، أنشأ الجيش الإسرائيلي مستوطنة كتسيعوت المحصنة، التي تطل على مفترق العوجة. الاسم الأول الذي أُعطي لمخفر ناحال هذا هو جفعات راشيل. على الرغم من الطلب الأخير للامتثال للهدنة، أعادت إسرائيل عسكرة المنطقة في 21 سبتمبر 1955، واستمرت إسرائيل في احتلال المنطقة حتى بعد انسحابها من سيناء وغزة بعد انتهاء أزمة السويس عام 1956. بعد ذلك وحتى حرب 1967، تمت مراقبة المنطقة المجردة من السلاح والمنطقة الحدودية من قبل قوة الطوارئ التابعة للأمم المتحدة. سيطرت إسرائيل على المنطقة منذ عام 1967 حيث يوجد بها قاعدة عسكرية كبيرة ومعسكر اعتقال.

## قائمة المصادر
- Burns، E. L. M (1962). Between Arab and Israeli. George G. Harrap. مؤرشف من الأصل في 2017-02-15.
- Israel Unit in Neutral Zone, Strategic Village Occupied, ذي تايمز, September 21, 1955, page 8.
- Mills, E.، المحرر (1932). Census of Palestine 1931. Population of Villages, Towns and Administrative Areas. Jerusalem: Government of Palestine. مؤرشف من الأصل في 2022-06-30.
- Ending Strife in Auja Zone, Egypt Accepts U.N. Plan, داغ همرشولد Statement, The Times, January 25, 1956, page 8.

## وصلات خارجية
- أهلا وسهلا بك إلى Awja Hafir PS ،
- عوجة الحفير ، زوخروت
- Nitzana (Auja El-Hafir) Memorial Board for the 1948 Independence War Fight in the Negev
- بي كولت رقم 60 - مدخل بلغتين من سنة 54 هـ / 674 م
- سجل مجموعة النصب التذكاري للحرب الأسترالية AWM: P02041.015
- سجل مجموعة النصب التذكاري للحرب الأسترالية AWM: P02041.008
- خريطة مفصلة لعام 1953 مع منطقة العوجة المحايدة